# Дуньхуан
Дуньхуан (кит. трад. 敦煌, спр. 燉煌, піньїнь Dūnhuáng — «Серцевий, блискучий», уйг. دۈنخۇئاڭ, Дүнхуаң) — місто (населення становить приблизно 150 000 осіб) в провінції Ганьсу, Китай.

## Географія
Розташовується в оазі, у давнину служив брамою до Китаю на Великому шовковому шляху.
За 14 кілометрів від міста знаходиться пам'ятник Світової спадщини ЮНЕСКО — ранньобуддійський печерний монастир Цяньфодун (бл. 353—366 р.р.). У печерах Могао, розташованих поруч із містом, на початку XX ст. було виявлено величезну бібліотеку зі старовинними рукописами. Велику роль у їхньому збереженні відіграв китайський учений Ло Чженьюй.

### Клімат
Місто знаходиться в зоні, котра характеризується кліматом тропічних пустель. Найтепліший місяць — липень, із середньою температурою 25 °C (77 °F). Найхолодніший місяць — січень, із середньою температурою -8.3 °С (17 °F).
| Клімат Дуньхуана        | Клімат Дуньхуана | Клімат Дуньхуана | Клімат Дуньхуана | Клімат Дуньхуана | Клімат Дуньхуана | Клімат Дуньхуана | Клімат Дуньхуана | Клімат Дуньхуана | Клімат Дуньхуана | Клімат Дуньхуана | Клімат Дуньхуана | Клімат Дуньхуана | Клімат Дуньхуана |
| Показник                | Січ.             | Лют.             | Бер.             | Квіт.            | Трав.            | Черв.            | Лип.             | Серп.            | Вер.             | Жовт.            | Лист.            | Груд.            | Рік              |
| Абсолютний максимум, °C | 7                | 13               | 30               | 32               | 35               | 38               | 40               | 42               | 35               | 30               | 17               | 7                | 42               |
| Середній максимум, °C   | −1               | 6                | 14               | 21               | 26               | 31               | 33               | 32               | 27               | 18               | 7                | 1                | 18               |
| Середня температура, °C | −8               | −2               | 6                | 12               | 17               | 22               | 24               | 23               | 17               | 9                | 0                | −5               | 9                |
| Середній мінімум, °C    | −15              | −10              | −2               | 3                | 8                | 13               | 16               | 15               | 8                | 0                | −6               | −12              | 1                |
| Абсолютний мінімум, °C  | −27              | −21              | −15              | −7               | −1               | 5                | 10               | 7                | −2               | −12              | −17              | −21              | −27              |
| Норма опадів, мм        | 0                | 0                | 0                | 0                | 0                | 0                | 10               | 0                | 0                | 0                | 0                | 0                | 40               |
| Днів з дощем            | 0                | 0                | 0                | 1                | 1                | 2                | 3                | 2                | 0                | 0                | 0                | 1                | 14               |
| Вологість повітря, %    | 45               | 36               | 29               | 28               | 30               | 34               | 37               | 37               | 38               | 37               | 47               | 51               | 37               |
| ----------------------- | ---------------- | ---------------- | ---------------- | ---------------- | ---------------- | ---------------- | ---------------- | ---------------- | ---------------- | ---------------- | ---------------- | ---------------- | ---------------- |
| Джерело: Weatherbase    |                  |                  |                  |                  |                  |                  |                  |                  |                  |                  |                  |                  |                  |

## Історія
Сучасне місто Дуньхуан було засноване лише в 1725 році неподалік від тих місць, де знаходився старий Дуньхуан. Обидва вони розташовуються в оазі, оточеній пустелями, яка здавна був перехрестям торговельних шляхів і місцем відпочинку торговельних караванів (найдавніші знахідки китайського шовку в Бактрії відносяться приблизно до 1500 року до Р. Х.). Історія стародавнього Дуньхуана нерозривно пов'язана з буддійським печерним монастирем Цяньфодун(«Печера тисячі Будд») (оскільки караванна торгівля в той час була справою вкрай небезпечною, виникла необхідність у святилищі, у якому можна було звернутися з благанням про захист до вищих сил). Однак поселення в цих місцях виникло ще до приходу буддизму в Китай. Воно з'явилося як китайський військовий форпост на кордоні з середньоазійськими державами, відносини з якими існували з глибокої давнини, бо обумовлювалися взаємовигідною торгівлею.
У 174 році до Р. Х. ці місця захопили сюнну, і володіли ними до тих пір, поки територією не зацікавився ханський Китай. 139 року до Р. Х. китайський імператор У-ді послав на захід місію на чолі з Чжан Цянем, щоб заручитися підтримкою західних народів у боротьбі з сюнну. В результаті Чжан Цянь провів 10 років у полоні в сюнну, і повернувся до Китаю тільки в 126 році до Р. Х. з донесенням про нові країни — Бактрію, Персію і Фергану. Китайцям потрібен був безпечний торговий шлях у ці країни, тому в 121 році до Р. Х. вони перемогли племена сюнну і стали облаштовувати форпост, обнесений захисними стінами. Цілком ймовірно, цей перший форпост і породив назву «Дуньхуан» («блискучий»), тому, що вогні сторожової вежі вночі було видно караванам.
Форпост розпочав повноцінно функціонувати тільки в 111 році до Р. Х., а у 88 році до Р. Х. було офіційно створено Дуньхуанський округ (敦煌 郡), до якого увійшло 6 повітів: Дуньхуан(敦煌), Мін'ань, Сяогу, Юаньцюань, Гуанчжу і Лунле. Згідно ханським документам, загальна чисельність населення створеного округу становила всього 38 335 осіб (11 200 дворогосподарств).
У 220 році династія Хань у Китаї була знищена, після чого в районі Дуньхуана стали виникати різні дрібні самостійні князівства. 336 року Дуньхуан увійшов під керівництво династії Рання Лян(前涼), і округ Дуньхуан було перетворено на область Шачжоу (沙 州). Це був час посиленого проникнення й розповсюдження в Китаї буддизму. 366 року монах Юецзунь видовбав у дуньхуанській горі першу печеру для медитацій. За його слідами пішов монах Фалян, що видовбав другу. Так було покладено початок відомого храму «Цяньфодун» (Печера тисячі будд). 376 року Ранню Лян завоювала Рання Цинь(前秦), і для посилення форпосту в 385 році до Дуньхуану були переселені понад тисячу сімей із південного Китаю. Роком пізніше через Дуньхуан до Китаю з Кучі приїхав знаменитий буддійський монах Кумараджива, який був зустрінутий із великою пошаною; тим часом Рання Цинь зазнала занепад, і цей терен було загарбано династією Пізня Лян. 14 років потому, у 400 році в Дуньхуані зупинився й провів цілий місяць відомий монах Фасянь, перш ніж вирушити в довге паломництво по Індії в пошуках буддійських текстів.
У 400 році Дуньхуан став столицею держави Західна Лян, яка в 421 році була захоплена державою Північна Лян. 439 року Північна Лян була завойована імперією Північна Вей, що зуміла об'єднати землі всього північного Китаю. При цих імперіях продовжилося будівництво храмових печер. Особливо прихильною до буддійської мудрості була імперія Північна Вей, один із правителів якої — Юань Тайжун у 530—534 р.р. віддав розпорядження про створення нового скрипторію для копіювання буддійських текстів і про будівництво нової храмової печери (сьогодні вона фігурує як печера № 285).
У 535 році Дуньхуан переходить під керівництво державі Західна Вей, і за невеликий період його панування в гірському монастирі було видовбано ще 12 печер для буддійської літургії і медитацій. З 557 по 581 рік Дуньхуан знаходився в складі держави Північна Чжоу, правителі якого спочатку будували і прикрашали печери, але надалі оголосили гоніння на буддистів і зруйнували два дуньхуанських монастиря (Цяньфодун при цьому сильно не постраждав). 581 року держава Північна Чжоу була розгромлена Вень-ді, правителем імперії Суй, і Дуньхуан потрапив під оруду нової китайської держави. До 589 року Вень-ді захопив весь Китай, об'єднавши країну після довгої роздробленості. Він дбав про зміцнення імперії і однією з важливих фундацій вважав посилення віри. Так у 601 році він послав буддійських ченців у тридцять китайських округів із дарами у вигляді пахощів і священних реліквій, одним із адресатів був Дуньхуан. 609 року Вень-ді вирушив у подорож по західних землях своєї імперії, і Дуньхуан тут зіграв важливу роль, бо через нього на аудієнцію до імператора прибули посланці 27-ми центрально-азійських князівств. Дуньхуан став для Китаю важливою брамою, через яку в країну надходили не тільки різні «екзотичні» товари, але й іноземна культура, частиною якої були різні релігії. Цим шляхом у Китай прийшли буддизм, маніхейство і несторіанство.
У 618 році в Китаї постала династія Тан, під час правління якої китайські культура та мистецтво досягли найвищого розквіту. Дуньхуан став частиною Танської імперії в 619 році, і за час правління цієї династії в гірському храмі було створено й прикрашено більше сотні буддійських печер. 642 року була завершена перша танська печера за вказівкою родини Цуй (№ 220). За нею були й інші, як правило, прикрашені живописом і скульптурою. Серед правителів ревною буддисткою була знаменита імператриця У Цзетянь, яка узурпувала владу в Танському Китаї; за її наказом у Дуньхуані була побудована велика печера, яку прикрашала величезна статуя Будди заввишки 33 м.
До VIII століття Дуньхуан став успішним буддійським центром. 758 року населення повіту становило 16 250 осіб, дворів — 4 265. Буддійська громада міста (сангха) розрослася до приблизно 1400 осіб і становила близько 5 % від складу населення, у той час як в іншому Китаї буддійські ченці складали 1 % населення. Це дозволило деяким сучасним дослідникам назвати Дуньхуан «буддійською столицею того часу». Подібно до того, як це було в іншому Китаї, буддистами, у першу чергу, ставали представники заможної та впливової верхівки суспільства. Багато з них цікавилися не тільки релігійно-культової, а й філософською стороною вчення. У міру все більшого поширення буддизму в широких верствах населення, важливу роль стали грати світські об'єднання «ше», які ґрунтувалися при буддійських монастирях (кількість монастирів у Дуньхуані в танський час коливалося від 16 до 18). Ці об'єднання брали на себе обов'язок по підтриманню функціонування буддійських монастирів, зобов'язуючись робити пожертвування, забезпечувати похорони згідно із обрядом, підтримувати чистоту монастирів, ремонтувати тощо, бо усе це вважалося справою в вищій мірі богоугодною. Правда, прагнення керівництва сангхи оточити себе «армією» підлеглих мирян, викликало занепокоєння в правителів Китаю (наприклад, у 674 році вийшов указ про заборону частини подібних об'єднань).
Тим часом у Гімалаях набирала сили Тибетська держава, і в 760 році його армія рушила по торгових шляхах на північ. 781 року тибетці захопили Дуньхуан і правили їм до 848 року. Їхнє майже 70-річне панування ознаменувався будівництвом понад п'ятдесяти буддійських печер у храмі Цяньфодун. 848 року місцевий генерал Чжан Ічао вигнав тибетців. Він висловив підпорядкування Китаю, проте правил Дуньхуаном практично автономно. Такий стан тривав до 920 року, і за цей час у храмі Цяньфодун додалося понад сімдесят печер.
У 907 році була повалена династія Тан, і північ Китаю була швидко захоплена представниками киданської імперії Ляо, проте звістки про ці зміни кілька років не доходили до Дуньхуана. Тільки в 910 році місцевий правитель Чжан Хуайфен дізнався про те, що сталося, і поспішив заснувати своє місцеве князівство, у яке увійшов Дуньхуан та околиці. 920 року правителем князівства став Цао Іцзін, родина якого автономно правила Дуньхуаном понад століття. Це відбувалося тому, що коли 960 року в Китаї встановилася нова загальнокитайська династія Сун, межі нової китайської держави виявилися далеко від Дуньхуана. За час панування клану Цао було побудовано 26 нових печер і близько трьохсот відновлено, а один із представників клану — Цао Юаньчжун у 966 році відновив величезну статую Будди в печері (№ 96).
У 1006 році ісламські армії, просунувшись далеко на схід, розгромили Хотан — буддійську державу, яка була союзником дуньхуанських князівств. Через мусульманську загрозу 1010 року безліч манускриптів було заховано і запечатано в одній із печер (№ 17). 1038 року з'явилося тангутська держава Західна Ся, яка, подібно Тибету, сповідувала тантричний буддизм. 1072 року вона встановила контроль над Дуньхуаном і продовжила будівництво печер, які оформлялися вже в тантричному дусі. Панування Західної Ся тривало до тих пір, поки терен не загарбали монголи. 1227 року вони розбили війська Західної Ся, після чого захопили й зруйнували Дуньхуан. Протягом наступних 130 років у храмі Цяньфодун було побудовано всього декілька печер у тантричному стилі.
Після того, як у 1279 році в Китаї остаточно монгольська династія Юань остаточно опанувала терен, хан Хубілай, який прийняв тибетський буддизм, і розумів важливу роль торгівлі, відновив Дуньхуан (1280 рік). Попри це, місто так і не оговталося; своє значення як важливий пункт в торгівлі із західними країнами він дедалі більше втрачав, бо монголи мали свій власний Трансазійський шлях в Європу — через південь Сибіру і південноруські степи, і коли до влади в Китаї прийшла династія Мін (1368 рік) Великий шовковий шлях було офіційно закрито, оскільки торгівля стала здійснюватися переважно морським шляхом. Після цього Дуньхуан, а слідом за ним й інші оази, розташовані уздовж торговельного маршруту, зазнали занепад. 1404 року Китай тримав там тільки один військовий гарнізон для охорони західних кордонів — Шачжоуський караул (沙 州 卫). У міру ослаблення мінського Китаю Дуньхуан знову опинився під керівництвом Тибету (1516 рік). Усі ці роки місто поступово вимирало.
1644 року в Китаї встановилася нова династія — Цин, яка поширила свою владу й на район Дуньхуана. 1725 року знову був створений Шачжоуський караул, який вибудував свої будівлі на схід від руїн старого міста. 1760 року він був перетворений на повіт Дуньхуан (敦煌 县). Проте, святі буддійські місця все більш приходили в запустіння. 1820 року туди приїхав знаменитий китайський вчений, фахівець з історичної географії Сюй Сун. На встановленій стелі він залишив важливі відомості про деталі заснування міста та його історії. 1831 року китайський вчений-чиновник Сюй Найгу написав поему «Ода Печер тисячі Будд», а в 1879 році в Дуньхуан приїхала перша європейська експедиція з Австро-Угорської імперії.
Подальша історія Дуньхуана переважно пов'язана з вивченням багатої літературної та художньої спадщини. 1900 року даоський чернець Ван Юаньлу знайшов у печері № 17 схованку з манускриптами (печера отримала назву «Печери рукописів»). 1907 року Аурель Стейн під час своєї другої подорожі до Центральної Азії прибув до Дуньхуану та викупив у Ван Юаньлу 24 коробки з документами і 5 коробок із живописом на шовку, які відправив у Британський музей. 1908 року туди прибув французький синолог Поль Пелліо, і після перегляду залишилися документи, частину з яких він відправив до Національної бібліотеки Франції в Парижі. 1909 року китайський уряд спохватився, і всі документи, що залишилися, вивезли на зберігання в Пекін, помістивши їх у Міністерстві освіти, проте в 1910 році частина з них була вкрадена прямо з міністерства. Але через те, що в наступному році в Китаї відбулася революція, крадіжка так і не була розслідувана. 1911 року була організована експедиція в Дуньхуані японським аристократом Кодзуї Отані, внаслідок чого Японія придбала кілька сотень манускриптів. 1914 року Аурель Стейн зробив ще одну експедицію, під час якої викупив у Дуньхуані 600 манускриптів.
Трохи пізніше, наприкінці громадянської війни в Росії, у районі Могао в 1920—1921 роках оселилися залишки Білої гвардії у кількості приблизно 900 осіб, які використовували храмові печери як житла: про цей період нагадують почорнілі від кухонного чаду статуї і графіті на стінах. 1939 року у Дуньхуані стояла армія Гоміньдану, внаслідок чого в храмі Цяньфодун було пошкоджено безліч розписів і статуй.
У 1949 році був утворений Спеціальний район Цзюцюань (酒泉 专区), і повіт Дуньхуан увійшов до його складу. 1955 року Спеціальний район Цзюцюань і Спеціальний район Увей були об'єднані в Спеціальний район Чжан'є (张掖 专区), але в 1961 році Спеціальний район Цзюцюань був відтворений. 1970 року Спеціальний район Цзюцюань було перейменовано на Округ Цзюцюань (酒泉 地区). 1988 року повіт Дуньхуан було перетворено на міський повіт.
Постановою Держради КНР від 18 червня 2002 року було розформовано округ Цзюцюань і міський повіт Цзюцюань, і утворено міський округ Цзюцюань.

## Адміністративний поділ
Міський повіт поділяється на 9 містечок.

## Економіка
Дуньхуан відомий тим, що в місті вирощують червоні фініки та дині. На околицях збудовано декілька великих сонячних електростанцій.

## Транспорт
Дуньхуан розташований на трасі Годао 215, неподалік від озера Юеяцюань.
У 2012 році було почато будівництво одноколійної електрифікованої залізниці, яка з'єднає Дуньхуан із містом Голмуд.

## Туристичні пам'ятки
- Озеро Юеяцюань та Співаючі дюни[en]
- Перевал Юмен[en]
- Перевал Янг[en]
- Пагода Білого коня[en]

Піщані дюни пустелі Такла-Макан на околиці міста використовуються для спуску на особливій дошці (сандбординг — пустельний аналог сноубордингу).

## Транспорт
- Автомобільний:Китайське національне шосе 215[en]
- Авіаційний: Аеропорт Дуньхуан[en]
- Залізничний: залізнична станція Дуньхуан розташована на залізницях: Дуньхуан[en] та Цінхай-Тибетська